# 제주중앙고등학교
제주중앙고등학교(濟州中央高等學校)는 대한민국 제주특별자치도 제주시 월평동에 있는 사립 고등학교이다.

## 학교 연혁
- 1952년 4월 25일 : 제주고등학원 설립 인가
- 1953년 12월 10일 : 제주상업고등학교 개교(주간 1학급, 야간 1학급), 초대 교장 강석범 선생 취임
- 1967년 3월 31일 : 학교법인 제주명륜학원 설립 인가(설립자 강석범 선생)
- 1984년 8월 30일 : 제주시 월평동 1236번지로 교사 신축 이설
- 1987년 9월 30일 : 학교법인 신기학원에서 본교 인수
- 1988년 9월 27일 : 학교법인 천마학원 설립 본교 인수(설립자 김봉학 박사)
- 1989년 5월 18일 : 별관 증축, 체육시설 확충(테니스, 유도, 탁구, 배구, 농구, 검도장)
- 1998년 12월 1일 : 체육관(3,407.14m2) 신축(유도장, 검도장, 농구장, 관람석, 음악연주실합숙소 완비)
- 2000년 2월 20일 : 급식소(791.13m2) 준공
- 2000년 7월 20일 : 학과 개편 및 주간, 야간 공히 남녀공학으로 학칙변경(주간 사이버정보통신과 12학급, 사무자동화과 6학급, 정보처리과 12학급. 야간 정보처리과 6학급)
- 2003년 9월 8일 : 우레탄 트렉과 다목적 구장(농구, 배구, 배드민턴) 완공
- 2003년 12월 30일 : 별관 증축(교과연구실 6실)
- 2006년 8월 29일 : 학칙변경 보통과 신설, 야간부 폐지(보통과 6학급, 관광정보과 9학급, 사이버정보과 15학급 계 30학급)
- 2006년 11월 15일 : 제주중앙고등학교로 교명변경 인가
- 2007년 3월 1일 : 제주중앙고등학교 교명 시행
- 2007년 3월 23일 : 도서관(212m2) 개관
- 2008년 2월 15일 : 인조잔디구장 개장
- 2010년 8월 25일 : 중앙도서관(754m2) 신축 개관
- 2011년 1월 11일 : 직업교육 연구학교 지정(교육과학기술부)
- 2011년 6월 28일 : 학과개편(문화콘텐츠과 12학급, 금융비즈니스과 12학급, 보통과 6학급)
- 2012년 2월 22일 : 성취평가제 연구학교 지정(교육과학기술부)
- 2015년 11월 1일 : 2016제주형 자율학교(다혼디배움학교) 지정
- 2016년 9월 27일 : 학교법인 천마학원 제4대 이사장 김준영 선생 취임
- 2025년 1월 7일 : 제71회 졸업식(졸업생 246명, 총 28,406명)
- 2025년 3월 1일 : 제14대 교장 양정규 선생 취임

## 설치 학과
- 보통과정
- 문화콘텐츠과
- 금융비즈니스과

## 참고 자료
- 제주중앙고등학교 - 한국교육학술정보원 학교알리미